# سلاح پادماده‌ای
سلاح پادماده ای یا سلاح ضد ماده (به انگلیسی: Antimatter weapon) از لحاظ نظری وسیله ای است که از ضد ماده به عنوان منبع نیرو، پیشران یا ماده منفجره برای سلاح استفاده می‌کند. سلاح‌های ضد ماده در حال حاضر بسیار پرهزینه و غیرقابل اعتماد هستند که نمی‌توانند در جنگ قابل دوام باشند، زیرا تولید پادماده بسیار گران است (۶ میلیارد دلار برای هر ۱۰۰ نانوگرم تخمین زده می‌شود)، مقادیر پادماده تولید شده بسیار ناچیز است، و فناوری کنونی در مهار پادماده مشکل زیادی دارد. با لمس ماده معمولی از بین می‌رود.
مزیت اصلی چنین سلاح نظری این است که برخورد پادماده و ماده منجر به آزاد شدن کل معادل انرژی جرم آنها به عنوان انرژی می‌شود که حداقل دو مرتبه بزرگتر از آزادسازی انرژی کارآمدترین سلاح‌های همجوشی است (۱۰۰). ٪ در مقابل 0.4-1%. نابودی دقیقاً به جرم مساوی پادماده و ماده نیاز دارد و با برخوردی که کل جرم-انرژی هر دو را آزاد می‌کند، که برای ۱ گرم برابر با ۹×10 13 ژول است. با استفاده از این قرارداد که ۱ کیلوتن معادل TNT = ۴٫۱۸۴×10 12 ژول (یا یک تریلیون کالری انرژی)، نیم گرم پادماده در واکنش با نیم گرم ماده معمولی (کل یک گرم) منجر به ۲۱٫۵ کیلوتن معادل انرژی می‌شود. مانند بمب اتمی که در سال ۱۹۴۵ بر ناکازاکی انداخته شد).

## هزینه
تا سال ۲۰۰۴، هزینه تولید یک میلیونم گرم پادماده ۶۰ میلیارد دلار تخمین زده شد. برای مقایسه، هزینه پروژه منهتن (برای تولید اولین بمب اتمی) ۲۳ میلیارد دلار آمریکا در قیمت‌های سال ۲۰۰۷ برآورد شده‌است. به این ترتیب، هوی چن از آزمایشگاه ملی لارنس لیورمور نگرانی‌ها در مورد بمب‌های ضد ماده را در سال ۲۰۰۸ به عنوان «غیر واقعی» رد کرد.

## سلاح‌های کاتالیزور پادماده
نیروی محرکه پالسی هسته ای کاتالیز شده با پادماده، استفاده از پادماده را به عنوان «ماشه» برای شروع انفجارهای هسته ای کوچک پیشنهاد می‌کند. این انفجارها نیروی محرکه ای را برای یک فضاپیما فراهم می‌کند. از نظر تئوری می‌توان از همین فناوری برای ساخت سلاح‌های بسیار کوچک و احتمالاً «بدون شکافت» (با ریزش هسته‌ای بسیار کم) استفاده کرد (به سلاح همجوشی خالص مراجعه کنید).

## در فرهنگ عامه
سلاح پادماده بخشی از طرح کتاب فرشتگان و شیاطین دن براون و اقتباس سینمایی آن است که در طرحی برای انفجار شهر واتیکان از آن استفاده می‌شود.